# Adélaïde Salles-Wagner
Adélaïde Salles-Wagner, née Adelheid Wagner à Dresde le 17 septembre 1824 et morte le 2 juillet 1890 à Paris, est une peintre française d'origine saxonnne.

## Biographie
Adelheid (Adélaïde) Wagner et sa sœur cadette Élise Wagner, allemandes d'origine, sont formées à l'Académie des beaux-arts de Dresde. Les deux sœurs se rendent ensuite à Paris où Adélaïde est l'élève de Jules Coignet. Claudius Jacquand met en rapport Élise avec le peintre lyonnais Simon Saint-Jean pour prendre des leçons de peinture de fleurs. Les deux sœurs se fixent à Lyon où Adélaïde entre dans l'atelier de Louis Janmot qui, vers 1854, l'oriente vers la peinture religieuse. Elles tiennent un salon littéraire où l'on peut rencontrer notamment Marie d'Agoult connue sous le pseudonyme de Daniel Stern.
En 1858-1859, Adélaïde commence une carrière de peintre d'histoire. En 1865, elle épouse Jules Salles, peintre et conservateur du musée des Beaux-Arts de Nîmes et prendra le nom d'Adélaïde Salles-Wagner. Tous deux exposent avec succès à Amiens, Nîmes, Montpellier, Clermont, Caen et Paris.

## Œuvres dans les collections publiques
- Grenoble, musée de Grenoble : La Petite Villageoise, 1853, huile sur toile, 65 × 50 cm[5].
- Lyon, musée des Beaux-Arts : Élie dans le désert, huile sur toile, 181 × 252 cm[6].
- Le Puy-en-Velay, musée Crozatier : Portrait de Monsieur le comte de Macheco, huile sur toile, 130 × 100 cm[7].
- Narbonne, musée d'Art et d'Histoire : Addio Teresa, 1865, huile sur toile.
- Toulon, musée d'Art : Sainte Madeleine bercée par les anges, 1868, huile sur toile, 177 × 233 cm.
- Roanne, musée des Beaux-Arts et d'Archéologie Joseph-Déchelette, Portrait de Mme Raoul Chassain de la Plasse, née Meugniot, vers 1869-1870.

Œuvres d'Adélaïde Salles-Wagner
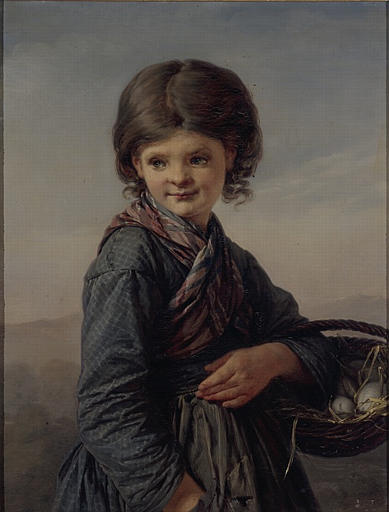
La Petite Villageoise (1853), musée de Grenoble.
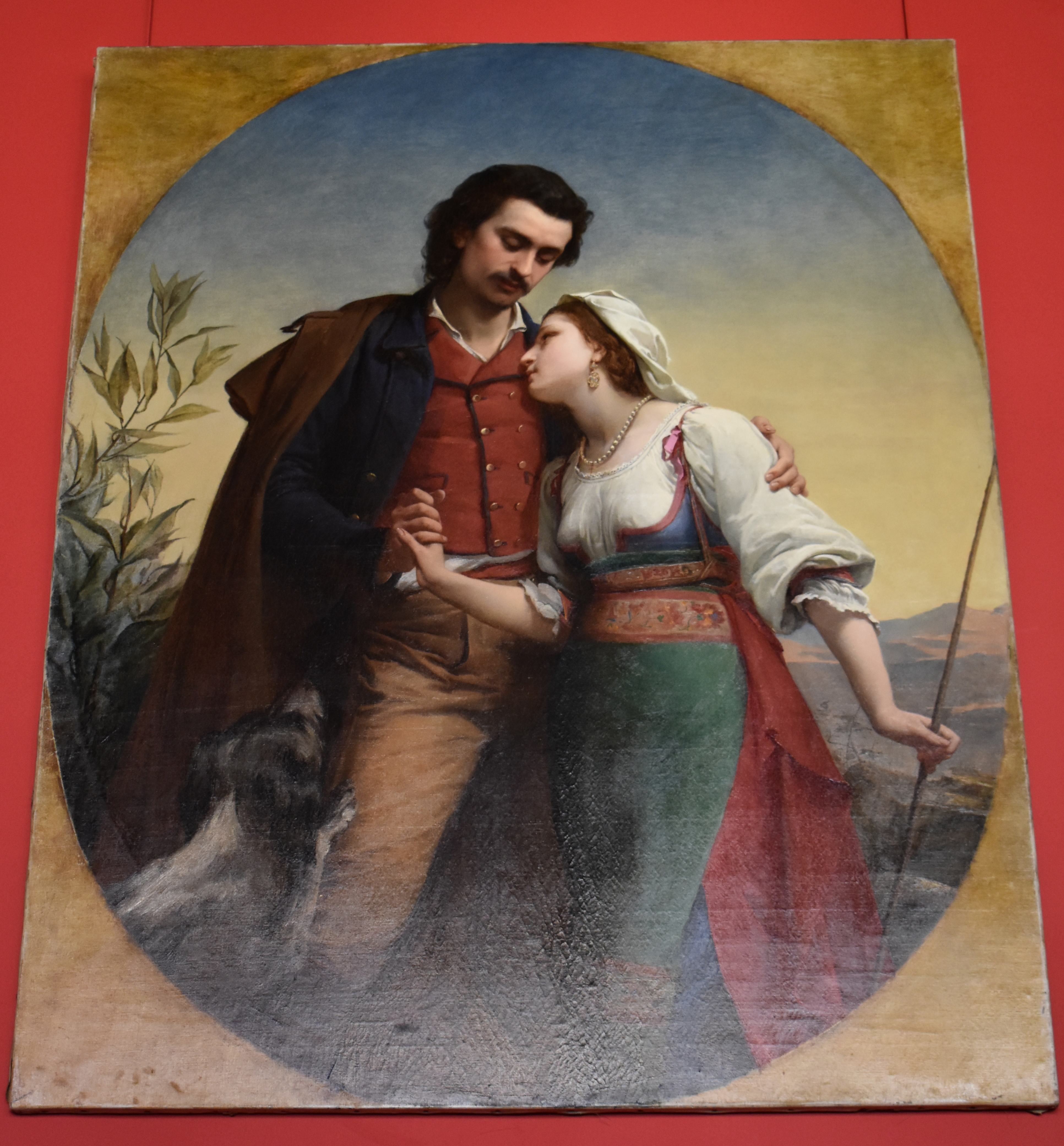
Addio Teresa (1865), musée d'Art et d'Histoire de Narbonne.
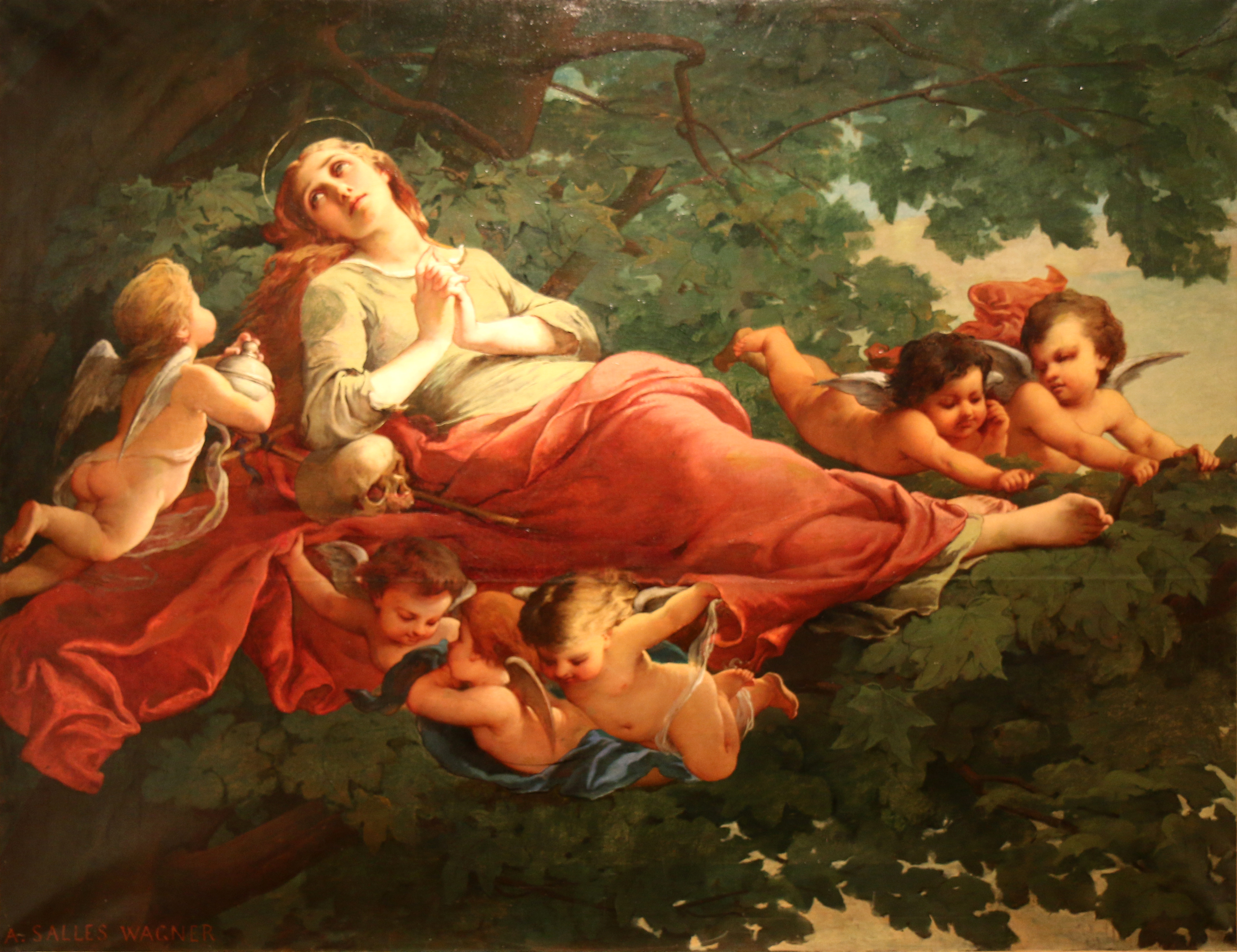
Sainte Madeleine bercée par les anges (1868), Toulon, musée d'Art.
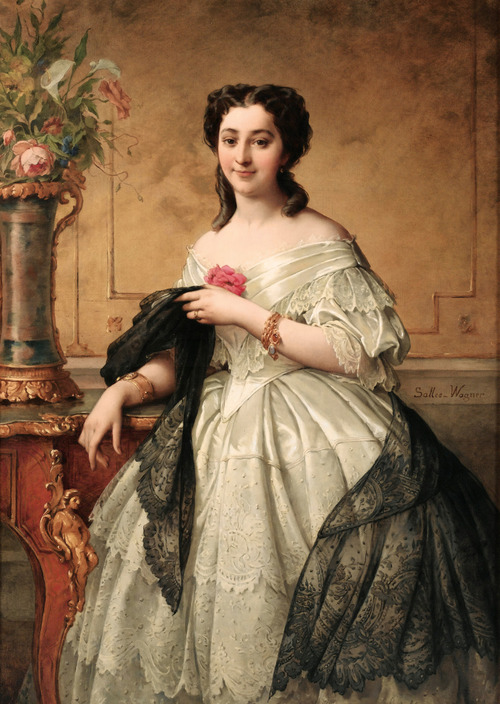
Portrait d'une dame de la société lyonnaise, localisation inconnue[8].
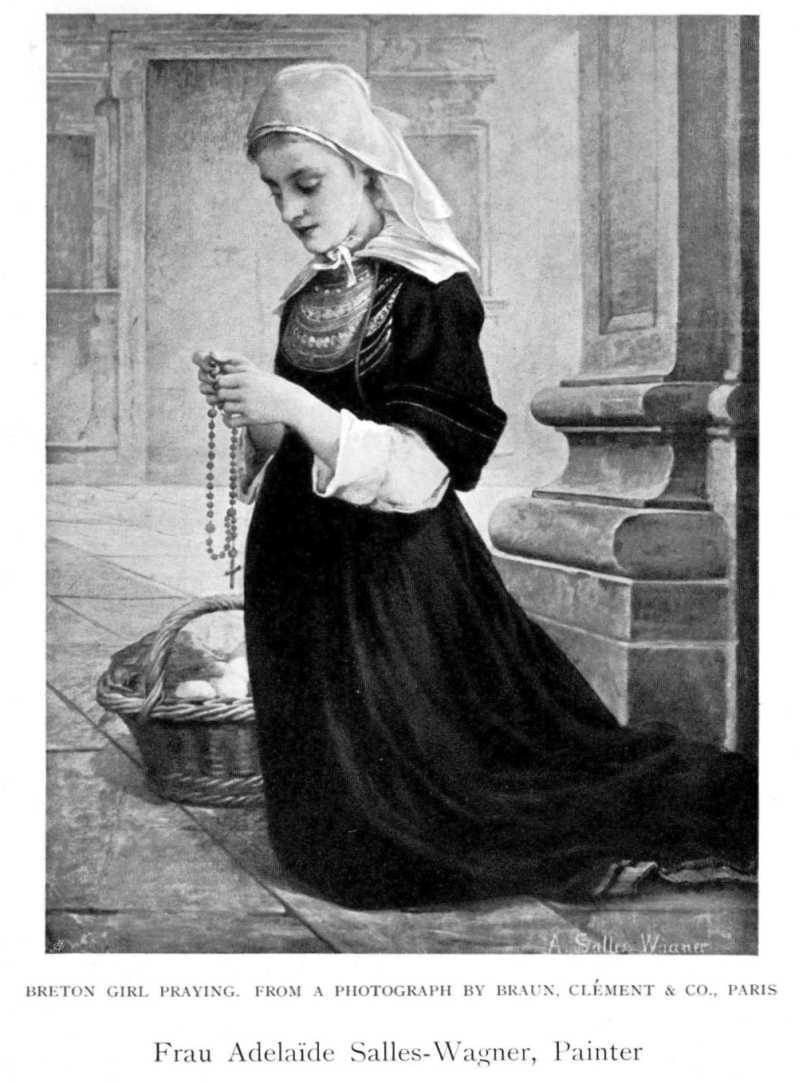
Jeune Bretonne en prière, localisation inconnue.
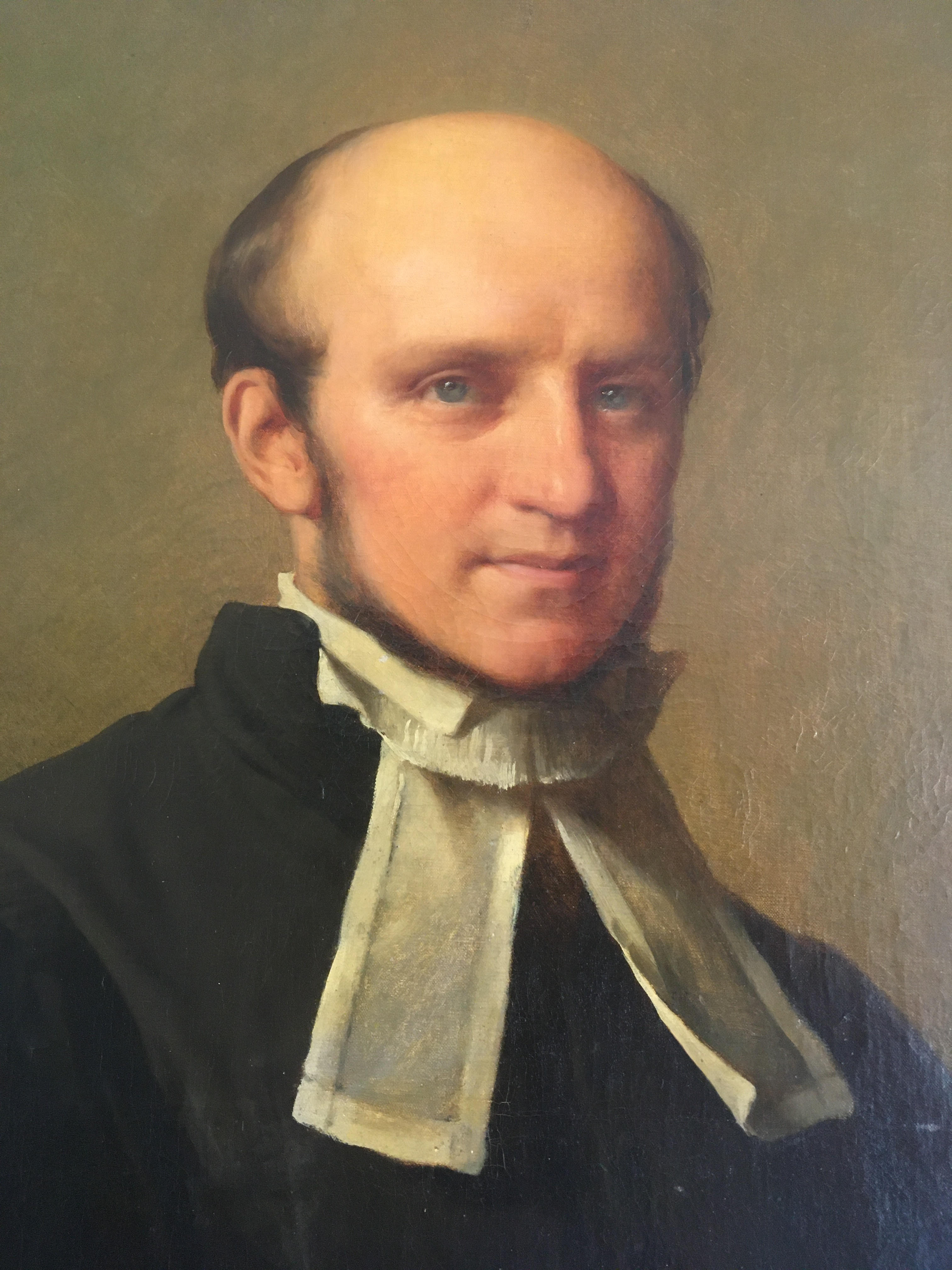
Portrait d'un pasteur protestant